# Teletón 2025 (Guatemala)
La Teletón 2025 fue la trigésimo novena edición de la campaña solidaria que se realizó en Guatemala. la cual buscó recaudar fondos para la rehabilitación médica de personas con discapacidad física y el mantenimiento operativo de los 21 Centros de Rehabilitación Fundabiem que operan en el país.

## Campaña
El 16 de mayo de 2025, se celebró el lanzamiento en el centro comercial Parque Las Américas.

## Transmisión
La transmisión se llev[o a cabo por medio de multiplataforma, estaciones de radio, canales de televisión, medios digitales y medios del interior del país.

### Televisión
- Canal Antigua
- Guatevisión
- TV Azteca Guate
- Amas Guate

## Recaudación
Después de la transmisión ininterrumpida de 27 horas (28 exactamente) rebasaron la meta con un monto de Q.20 632 560 quetzales.